# منتخب اليابان لكأس فيد
منتخب اليابان لكأس فيد (باليابانية: フェドカップ日本代表) هو ممثل اليابان الرسمي في كرة المضرب في كأس فيد.